# Пшемыслав Тошецкий
Пшемыслав (Пшемысл, Пшемек, Пшемко) Тошецкий (пол. Przemysł toszecki); (ок. 1425—1484) — освенцимский  (1433/1434-1445, совместно с братьями Вацлавом I и Яном IV) и тошецкий (1445—1484), второй сын князя Казимира I Освенцимского и  Анны Жаганьской. Представитель цешинской линии Силезских Пястов.

## Биография
В 1433/1434 году после смерти своего отца, князя Казимира Освенцимского, Пшемыслав вместе с братьями Вацлавом и Яном получил в совместное владение Освенцимское княжество. Находился под опекой своего старшего брата Вацлава I. В 1441 году под давлением польского короля Владислава III Варненчика, князь Вацлав Освенцимский обязался убедить своих младших братьев Пшемыслава и Яна принести оммаж польской короне после достижения ими совершеннолетия.
19 января 1445 года братья Вацлав, Пшемыслав и Ян разделили между собой отцовское княжество. Пшемыслав получил часть владений с центром в Тошеке, Вацлав взял себе Затор, а Ян — Освенцим. В начале своего правления Пшемыслав Тошецкий и его младший брат Ян Освенцимский вступили в конфликт с епископом краковским Збигневом Олесницким, который выкупил у князей цешинских Севежское княжество. 18 февраля 1447 года между враждующими сторонами было подписано мирное соглашение, но 6 октября 1450 года Пшемыслав атаковал епископский замок в Севеже. В ответ поляки без формального объявления войны напали на владения Пшемыслава Тошецкого и сильно их опустошили.
В 1452 году князь Пшемыслав Тошецкий поддержал своего младшего брата, князя освенцимского Яна IV, в войне с польским королём Казимиром IV Ягеллончиком. Отряды братьев Яна и Пшемыслава потерпели поражение в бою под Освенцимом. В марте 1453 года Пшемыслав вынужден был подписать мирный договор с Польшей и выплатить контрибуцию в размере 2 00 гривен. Несмотря на заключенное перемирие, Пшемыслав не прекращал нападений на проезжавших через его владения польских купцов. Мирное соглашение между князьями и Польшей было заключено в том же году в Гливице, где Пшемыслав Тошецкий выразил согласие на продажу его братом Яном Освенцимского княжества польской короне.
В 1454—1456 годах князь Пшемыслав Тошецкий на стороне Польши участвовал в войне против Тевтонского ордена. В 1456 году Пшемыслав вернулся в Силезию, не получив от польского короля Казимира IV Ягеллончика обещанной денежной суммы за участие в войне (только в 1469 году Казимир выплатил Пшемыславу последние долги). Несмотря на новое ухудшение отношение с Казимиром IV Ягеллончиком, князь Пшемыслав Тошецкий не поддержал своего брата Яна в начатой им пограничной войне против Польши. 25 января 1458 года при посредничестве Пшемыслава в Бытоме было заключено новое мирное соглашение между Казимиром IV и князем Яном Освенцимским.
В 1471 году князь Пшемыслав Тошецкий поддержал кандидатуру польского королевича Владислава, старшего сына Казимира Ягеллончика, на вакантный чешский королевский престол. Пшемыслав вместе с братом Яном принимал участие в походе польского королевича Владислава в Чехию и 22 августа 1471 года присутствовал во время его коронации в Праге. Это вызвало ухудшение отношений с венгерским королем Матвеем Корвином, также претендовавшим на чешскую корону. В июне 1479 года Владислав Тошецкий вместе с младшим братом Яном принимал участие в съезде чешского короля Владислава Ягеллона с венгерским королем Матвеем Корвином в Оломоуце. 12 августа в Оломоуце Пшемыслав, чтобы сохранить свой удел, принес ленную присягу Матвею Корвину.
В декабре 1484 года князь Пшемыслав Тошецкий скончался в своём замке в городе Тошек и был похоронен в местном костеле Святого Петра. Несмотря на то, что Пшемыслав завещал Тошецкое княжество своему брату Яну, вскоре после его смерти венгерский король Матвей Корвин незаконно захватил княжество и передал своему сыну Яношу Корвину.

## Семья
В 1463 году князь Пшемыслав Тошецкий женился на Маргарите (Махне) Опольской (1442/1450 — 1468/1472), дочери Николая I, князя силезско-опольского, и Магдалены Бжегской. Дети:
- Маргарита (Малгожата) (1467/1468 −1531), аббатиса монастыря кларисок во Вроцлаве.